# 장쯔량
장쯔량(중국어: 张紫良, 병음: Zhang Ziliang, 한자음: 장자양, 2000년 5월 17일 ~ )은 중화인민공화국의 바둑 기사이다. 후난성 샹탄현 출신으로 중국기원 소속의 5단이다.

## 경력
중국 후난성 샹탄현에서 태어났다. 2014년 프로바둑에 입단했다. 2015년 제2회 몽백합배 예선에 참가했다. 2016년 제3회 바이링배와 제1회 신아오배 세계바둑오픈에 참가했고 제21회 LG배 세계기왕전 예선에서 쉬하오훙과 이형진에게 승리했지만 정쉬에게 패해 탈락했다. 2017년 제22회 삼성화재배 월드 바둑마스터스 예선에 참가하여 이주형과 랴오위안허에게 져서 본선 진출에 실패했고 2019년 제24회 LG배 세계기왕전 예선에서 이창호에게 져서 탈락했다.
2018년 4단을 거쳐 2019년 5단으로 승단했다.